# Усадьба Колокольцова (Верхняя Писаревка)
Усадьба Колокольцова в Верхней Писаревке — дворянская усадьба в селе Верхняя Писаревка (Харьковская область, Украина). Построена меценатом и земским деятелем В. Г. Колокольцовым (1867—1934). Усадебный дом первоначально представлял собой изящное здание, окружённое большим садом. Перед домом был фонтан. 
Свою усадьбу В.Г. Колокольцов пытался сделать центром экономического процветания Волчанского уезда. Рядом с усадьбой им были выстроены сиротский приют и сахарный завод, открыт летний дом отдыха для учителей земских школ уезда.
По состоянию на конец 2020 года главное здание усадьбы практически разрушено: выбиты окна, провалилась крыша, стены здания поросли мхом, а сад одичал. Несмотря на своё архитектурное и культурно-историческое значение, здание поныне не имеет статуса объекта культурного наследия.

## Галерея

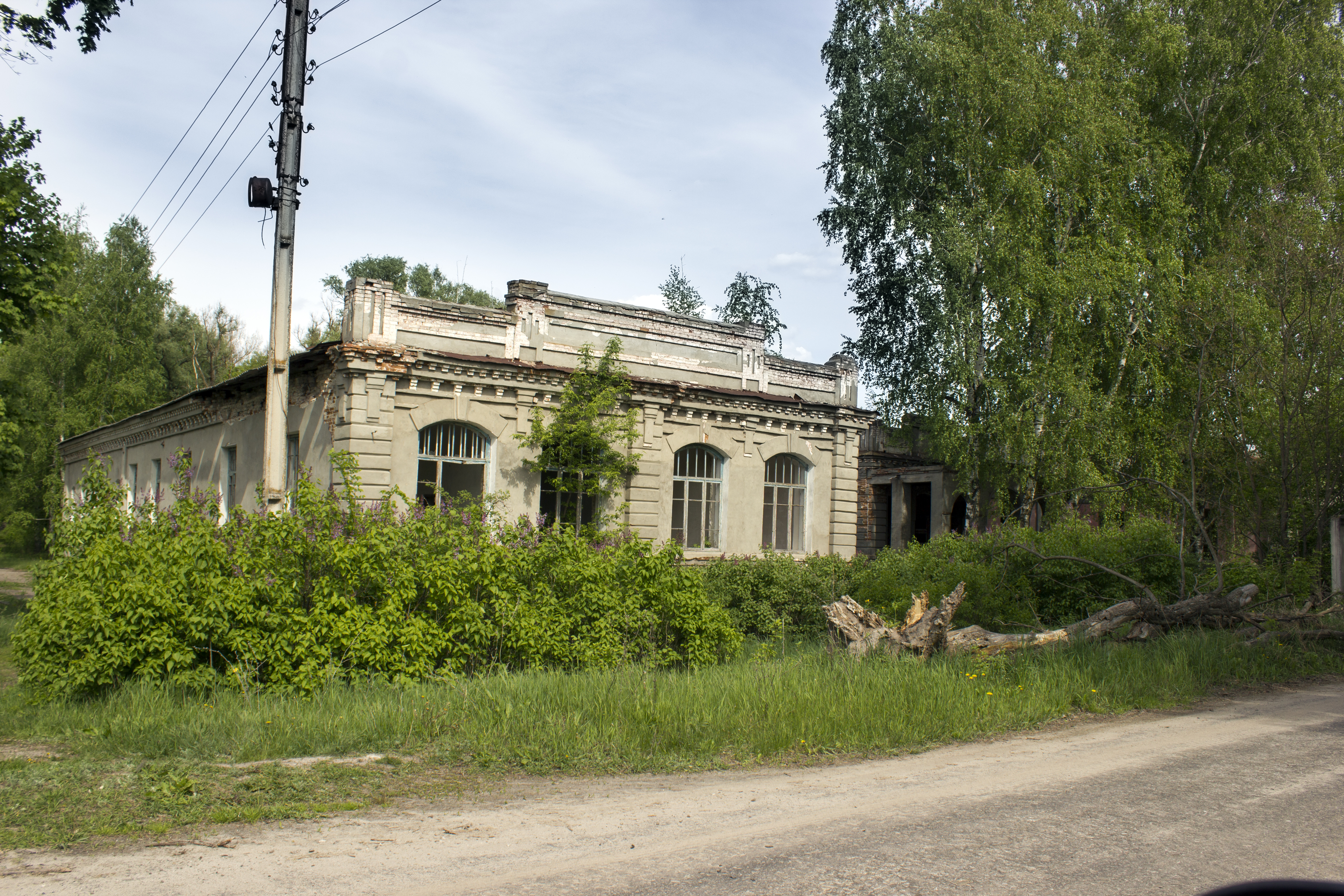
Усадьба Колокольцова. Общий вид.
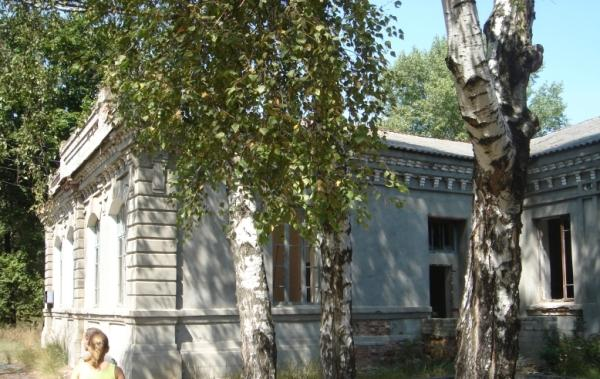
Усадьба Колокольцова крупным планом.
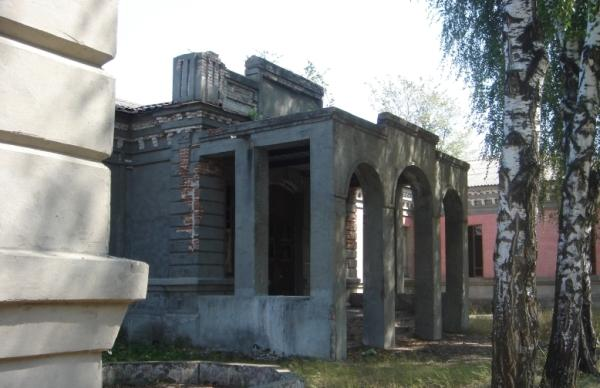
Вход в усадьбу со стороны сада.